# Barcelonne-du-Gers
Barcelonne-du-Gers je naselje in občina v francoskem departmaju Gers regije Jug-Pireneji. Naselje je leta 2009 imelo 1.311 prebivalcev.

## Geografija
Kraj leži v pokrajini Gaskonji ob reki Adour, 53 km severno od Pauja.

## Uprava
Občina Barcelonne-du-Gers skupaj s sosednjimi občinami Arblade-le-Bas, Aurensan, Bernède, Caumont, Corneillan, Gée-Rivière, Labarthète, Lannux, Lelin-Lapujolle, Maulichères, Maumusson-Laguian, Projan, Riscle, Saint-Germé, Saint-Mont, Ségos, Tarsac, Vergoignan, Verlus in Viella sestavlja kanton Riscle s sedežem v Riscleju. Kanton je sestavni del okrožja Mirande.

## Zgodovina
Naselbina je bila ustanovljena kot srednjeveška bastida leta 1316 pod grofi Armagnac in Malteškim redom.

## Zanimivosti
Barcelonne-du-Gers se nahaja na romarski poti Via Podiensis v Santiago de Compostelo.
- cerkev karmeličanske Matere Božje iz 16. stoletja;